# Национален институт за колонизация и аграрна реформа
Национален институт за колонизация и аграрна реформа (на португалски: Instituto Nacional de Colonização e Reforma Agrária – INCRA) е независим федерален орган на изпълнителната власт в Бразилия – федерална автаркия към Министерството на аграрното развитие на Бразилия, която прилага държавната политика за аграрна реформа и преразпределение на обработваемите земи, поддържа националния кадастър на земеделските имоти и управлява земите, които са публична федерална собственост.
Националният институт за колонизация и аграрна реформа е създаден през 1970 г. при управлението на генерал Емилио Гарастазо Медици. INCRA е една от агенциите, създадени по време на военния режим в Бразилия с цел стимулиране развитието на региона Амазония. По време на създаването му пред института са поставени четири основни задачи: да съдейства за разрешаване на конфликтите около владеенето на земите; да заселва хиляди безимотни селяни от североизточните части на Бразилия; да организира селскостопански кооперативи и да им осигурява икономическа подкрепа, както и да съдейства за повишаване на фискалните приходи от селскостопанските райони..
Според действащото в Бразилия законодателство INCRA има право да реквизира земеделски земи, които са частна собственост, в случаите, в които земите не изпълняват социалната си роля, предвидена от конституцията на страната. В тези случаи собствениците на реквизираните имоти се обезщетяват от INCRA чрез аграрни облигационни бонове (titulos de divida agrária), а реквизираните участъци се използват за оземляване на безимотни фермерски семейства.